# Psapharochrus lugens
Psapharochrus lugens là một loài bọ cánh cứng trong họ Cerambycidae.